# Richard Spöcker
Richard Georg Spöcker (* 3. September 1897 in Nürnberg; † 1975) war ein deutscher Kartograph. Er war Höhlenforscher in Franken und ein Mäzen der Naturhistorischen Gesellschaft Nürnberg.

## Leben
Nach Abschluss der Realschule besuchte er die Polytechnische Zeichnungsschule in Würzburg und war anschließend als Lithograph und Kartograph tätig. 1916 meldete er sich als „freiwilliger Soldat“ für den Ersten Weltkrieg. Nach Kriegsende bekam er eine Stelle beim Vermessungsamt der Stadt Nürnberg. Hier entwickelte er seine Begeisterung für Höhlenkunde und gründete zusammen mit weiteren die Sektion Heimatforschung innerhalb der Naturhistorischen Gesellschaft Nürnberg, aus der später die Abteilung für Karstforschung hervorging. In den 1920ern bestand seine Arbeit hauptsächlich im Befahren und Kartieren von Höhlen. In den 1930ern widmete er sich der Oberflächenforschung von Karstgebieten. Nach der Machtergreifung der Nationalsozialisten entstand das Konkurrenzunternehmen Gaustelle für Höhlenschutz und Höhlenforschung in der Bayrischen Ostmark unter der Leitung von Hans Brand. 1936 geriet Spöcker in einen Konflikt mit Hans Brand, der ihm hierbei mit dem Konzentrationslager drohte. Danach führte er eine wenig erfolgreiche Expedition in Slowenien durch. Spöcker äußerte sich kritisch über das NS-Regime, aber eine politische Einordnung war nicht möglich. Seine Frau Frida war eine bekennende Kommunistin und half Ludwig Göhring bei der Errichtung einer kommunistischen Geheimdruckerei in der Anton-Völkel-Grotte nahe Königstein. In den Nachkriegsjahren bis zu seinem Tod im Jahre 1975 versuchte er die Höhlenforschung in Deutschland zusammenzuführen und widmete sich auch der Höhlenforschung in Südeuropa.
Zu seiner Ehrung wurde ein Teil der Höhle ohne Namen bei Steinamwasser als Spöckerhalle benannt. Der Versuch die ganze Höhle ohne Namen in Spöckerhöhle umzubenennen war bisher erfolglos.

## Forschungstätigkeit
Neben der Erforschung von Höhlen insbesondere in der Fränkischen Schweiz, beispielsweise der Maximiliansgrotte und dem Alfelder Windloch, wurde er mit zahlreichen Publikationen im In- und Ausland als angesehener Experte bekannt.

## Werke
- Die Maximilianshöhle bei Krottensee, 1926.
- Karstphänomene im Schelmbachgebiet, 1924.
- Die geologischen und hydrologischen Verhältnisse im Untergrund von Nürnberg, 1964.